# Hockey Club quévertois
Maillots
Actualités
Dernière mise à jour : 11/11/2021.
Le Hockey Club quévertois, abrégé en HC Quévert et usuellement appelé HC Dinan-Quévert, est un club français de rink hockey fondé en 1987. Trente ans après sa création, le club est neuf fois champion de France et vainqueur à trois reprises de la coupe de France.

## Histoire
Le patinage à roulettes débute en 1969 à Dinan sous l'impulsion de Thierry  Lemarié et Alain Richard. mais il faut attendre la fin des années 1980 pour voir le HC Quévert se créer. Le club est fondé par Thierry Lemarié et Yannick Ricaille.
Dans les années 2000, Quévert crée sa mascotte, un pingouin de couleur rouge et vert.
En 2020, le club embauche un alternant pour une durée de deux années afin d'encadrer le secteur commercial.

## Palmarès
Le club parvient à réaliser son premier doublé - championnat de France de Nationale 1 et Coupe de France - en 2008. Le club breton réitère cette même performance en 2015 en parvenant à réaliser le deuxième doublé de son histoire. Quévert devient le premier club à réaliser deux doublés.

### Équipes Séniors
- Championnat de France Nationale 1 (11)
  - Champion : 1997, 1998, 1999, 2000, 2002, 2008, 2012, 2014, 2015, 2018, 2019
  - Vice-champion : 1996, 2001, 2003, 2004, 2009, 2010, 2011, 2013, 2017, 2022
- Championnat de France Nationale 2 (1)
  - Champion : 1992
- Championnat de France Nationale 3 (1)
  - Champion : 1990
- Coupe de France (6)
  - Champion : 2008, 2013, 2015, 2022, 2024, 2025
  - Vice-champion : 2002, 2004, 2009, 2012

### Équipes Jeunes (Titres nationaux)
- Championnat de France
  - Champion : (3)
  - Vice-champion : (2)

## Joueurs et personnalités du club

### Président
- Thierry Lemarie
- Yannick Ricaille

### Entraîneurs
- 2003-déc. 2007 :  Frederik Bouyer
- 2006-2008 :  Xavier Paüls[8]
- Juil.-déc. 2008 :  Rodrigo Quintanilla[9]
- Déc. 2008-2011 :  Olivier Gélébart
- 2011-2013 :  Stéphane Liscoët[10]
- 2013-mars 2014:  Xavier Paüls[8],[11]
- Mars-juin 2014 :  Olivier Gélébart et  Sébastien Furstenberger[11]
- 2014-2022 :  Sergio Burgoa[12]
- 2022-2024 :  Miquel Àngel Sánchez[13]
- 2024- :   Cirilo Garcia[14]

### Effectif 2024-2025
| Numéro   | Nom               | Poste                              | Nationalité sportive | Sélections | Arrivé en | Club précédent     |
| 9        | Corentin Turluer  | Joueur de champ                    | France               |            | 2011      | SPRS Ploufragan    |
| 4        | Ronan Ricaille    | Joueur de champ                    | France               |            | 2018      | SCRA Saint-Omer    |
| 6        | Matteo Garcia     | Joueur de champ                    | France Argentine     | France U19 | 2015      | SCRA Saint-Omer    |
| 7        | Arthur Landrin    | Joueur de champ                    | France               |            | -         | -                  |
| 17       | Tomas Cardoso     | Joueur de champ                    | Portugal             |            | 2024      |                    |
| 22       | Bautista Acevedo  | Gardien                            | Argentin             |            |           |                    |
| 54       | Guido Pelizzarri  | Joueur de champ                    | Argentin             |            | 2024      | Liceo de la Coroñe |
| 62       | Quentin Podevin   | Joueur de champ                    | France               |            | 2019      | SCRA Saint-Omer    |
| 66       | Gurvan Lemarié    | Joueur de champ                    | France               |            | 2024      | Nantes Arh         |
| 67       | Facundo Alaminana | Joueur de Champ                    | Argentin             |            | 2022      | La Vendéenne       |
| 89       | Enzo Callewaert   | Gardien                            | France               |            |           | AL Saint-Sébastien |
| C        | Cyrilo Garcia     | Entraîneur et Coach                | France Argentin      |            | 2015      | SCRA Saint-Omer    |
| Prep. P. | Lucas Decon       | Entraîneur et préparation physique | Argentin             |            |           |                    |

### Joueurs emblématiques
Joueurs français
- Jérémy Audelin
- Frédérick Bouyer
- David de Barros
- Samuel Delepine
- Sébastien Doro
- Olivier Gélébart
- Frédéric Hamon
- Samuel Héveline
- Valentin Hervé
- Arthur Landrin
- Sébastien Landrin
- Vincent Laurent
- Ludovic Liscoët
- Stéphane Liscoët
- Hervé Lucas
- Christophe Macé
- Erwan Morvan
- Sylvain Perquis
- Fabien Picquet
- Yannick Ricaille
- Paul Salardine
- Olivier Wolni

Joueurs étrangers
- Felipe Sturla
- Jordi Camps
- Frederico Mendez
- Lucas Martinez
- Chicho Minuzzi
- Marcelo Lopez
- Toni Sero
- Manu Rodríguez Valverde
- Maxi Gonzalez